# Símbolos patrios de Colombia
Los símbolos patrios de Colombia son los elementos representativos del país dentro y fuera del territorio nacional. Tanto la bandera, el escudo y el himno nacional están actualmente reglamentados por la ley 12 de 1984 la cual dicta las disposiciones generales de estos símbolos los colombianos respetan los símbolos patrios por medio de celebraciones del país con leyes mandamientos de la celebración que estén representando.

## Símbolos patrios

### Himno nacional
El himno nacional de Colombia es la música patriótica que representa al país y que, junto a la bandera y el escudo, tiene la categoría de símbolo patrio. La letra del himno está compuesta por un coro y once estrofas, fue escrita por el presidente Rafael Núñez, originalmente como una oda para celebrar la Independencia de Cartagena de Indias. La música fue compuesta por el italiano Oreste Síndici a instancias del actor José Domingo Torres durante la presidencia de Rafael Núñez y presentada al público por primera vez el 11 de noviembre de 1887. La canción adquirió gran popularidad y fue rápidamente adoptada, aunque de manera espontánea, como el himno nacional de Colombia. Se oficializó a través de la ley 33 del 18 de octubre de 1920. El músico José Rozo Contreras revisó las partituras y preparó las transcripciones para la banda sinfónica, la cual fue adoptada como versión oficial mediante el decreto 1963 del 4 de julio de 1946

### Bandera
A lo largo de la historia la bandera nacional de Colombia ha cambiado. En el Virreinato de Nueva Granada, las provincias y villas que iban declarando su independencia de España, adoptaban una bandera distinta. En la provincia de Popayán, por ejemplo las Ciudades Confederadas del Valle del Cauca adoptaron en 1811 una bandera de dos fajas horizontales, de color azul celeste y blanco, orlada de plata. En noviembre de 1811, el primer estado independiente en la actual Colombia: el Estado Libre de Cartagena poseía una bandera rectangular de tres cuadrilongos, el primero rojo, el segundo azul, y el tercero verde en la que en su centro se halla una estrella de plata de 8 rayos; posteriormente, en 1812, esta "bandera cuadrilonga" fue adopta por las Provincias Unidas de la Nueva Granada. En 1813, el Estado Libre e Independiente de Cundinamarca adoptó una bandera de tres franjas horizontales simétricas, la primera de color azul celeste, en el centro amarillo y abajo rojo.
La bandera de Colombia fue concebida por Francisco de Miranda el 12 de marzo de 1806. Miranda, Lino Clemente y José Sata y Bussy llevaron la bandera al Congreso de Venezuela en 1811 para que fuera adoptada como bandera nacional. Simón Bolívar, tiempo después ordenó que la bandera de Miranda fuera adoptada como la oficial de Colombia. En una carta, Bolívar escribió lo siguiente:

«El pabellón que la victoria ha enarbolado en todos los pueblos de Venezuela y que debe adoptar la Nación es el mismo que se usaba en la primera época de la república, esto es, de los tres colores: amarillo, azul y rojo».

Simón Bolívar.

#### Significado de los colores

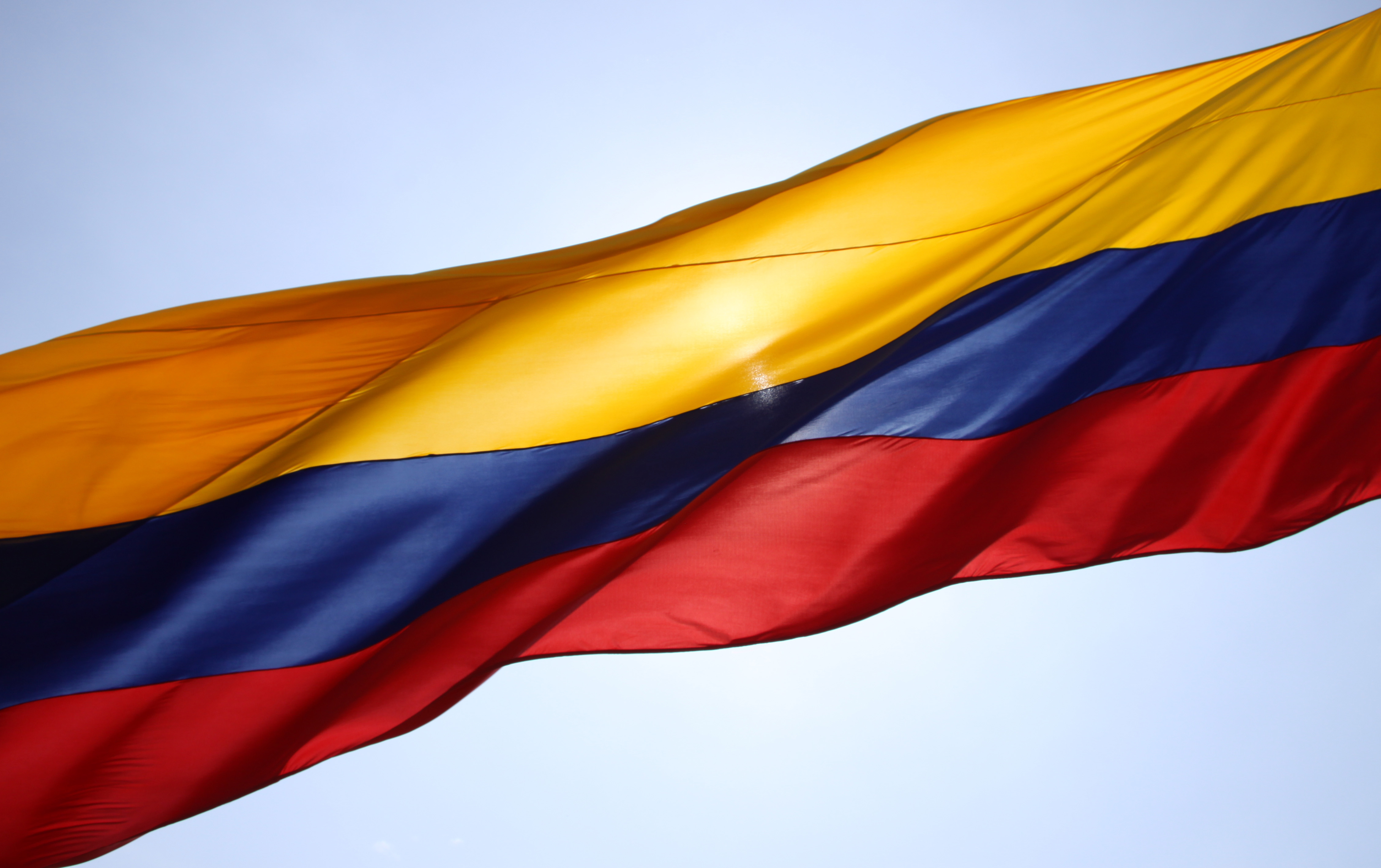
Bandera de Colombia.

Existen varias versiones y relatos que explican el origen de esos colores de la bandera colombiana amarillo, azul y rojo de la bandera de Colombia y por qué Francisco de Miranda los escogió en 1806. La explicación más aceptada y famosa es la que hace Francisco Antonio Zea en el año 1819 durante el Congreso de Angostura:

«Nuestro pabellón nacional, símbolo de las libertades públicas, de la América redimida, debe tener tres franjas de distintos colores: sea la primera amarilla, para significar a los pueblos que queremos y amamos la federación; la segunda azul, color de los mares, para demostrar a los déspotas de España, que nos separa de su yugo ominoso la inmensidad del océano, y la tercera roja, con el fin de hacerles entender a los tiranos que antes de aceptar la esclavitud que nos han impuesto por tres siglos, queremos ahogarlos en nuestra propia sangre, jurándoles guerra a muerte en nombre de la humanidad.»
Francisco Antonio Zea.

Otra hipótesis indica que los colores amarillo y rojo fueron tomados de la bandera de España y posteriormente se agregó el color azul para representar el mar que separa a Colombia de España. Afirmaciones de algunos historiadores defienden la idea de que el origen de los colores es español y no precisamente por lo ya descrito, pues esta teoría se basa en el escudo de armas que España le concedió a Cristóbal Colón, el cual posee cuatro mitades que dividen el escudo. Otra teoría afirma que el origen de los colores de la bandera de Colombia se debe a una prueba de gratitud de Francisco de Miranda a su amiga emperatriz Catalina de Rusia. El amarillo simbolizaría el color de sus cabellos; el azul, el color de sus ojos; y el rojo, el de sus labios. En la actualidad los colores representan: el amarillo, la abundancia y la riqueza del suelo de Colombia, también la justicia, la armonía y la soberanía; el azul, los dos océanos que posee Colombia y que la unen con el mundo para intercambios de productos; y el rojo representa la sangre de los héroes de la independencia, posee un significado de amor, progreso, fuerza y poder.

### Escudo de Colombia

Escudo de Colombia.

En 1548 Carlos V estableció el escudo del Nuevo Reino de Granada, actual insignia de Bogotá. En 1834 se estableció el escudo que posee actualmente Colombia, diseñado por Francisco de Paula Santander. En la parte superior del escudo hay un cóndor que sostiene con el pico una corona de laurel verde que entrelaza con una cinta de oro con el lema Libertad y Orden. El blasón suizo se encuentra dividido en tres franjas horizontales:
- La primera franja es de color azul, posee hojas de oro, una granada y tallos. En cada extremo hay una cornucopia, la izquierda llena de monedas de oro, la derecha de frutas tropicales.[7]

- La segunda franja incluye un gorro frigio sostenido por una lanza, lo que se interpreta como la libertad del país.[7]

- La última franja muestra al istmo de Panamá , el mar Caribe, el océano Pacífico y dos embarcaciones (una en cada mar).[7]

### Flor nacional

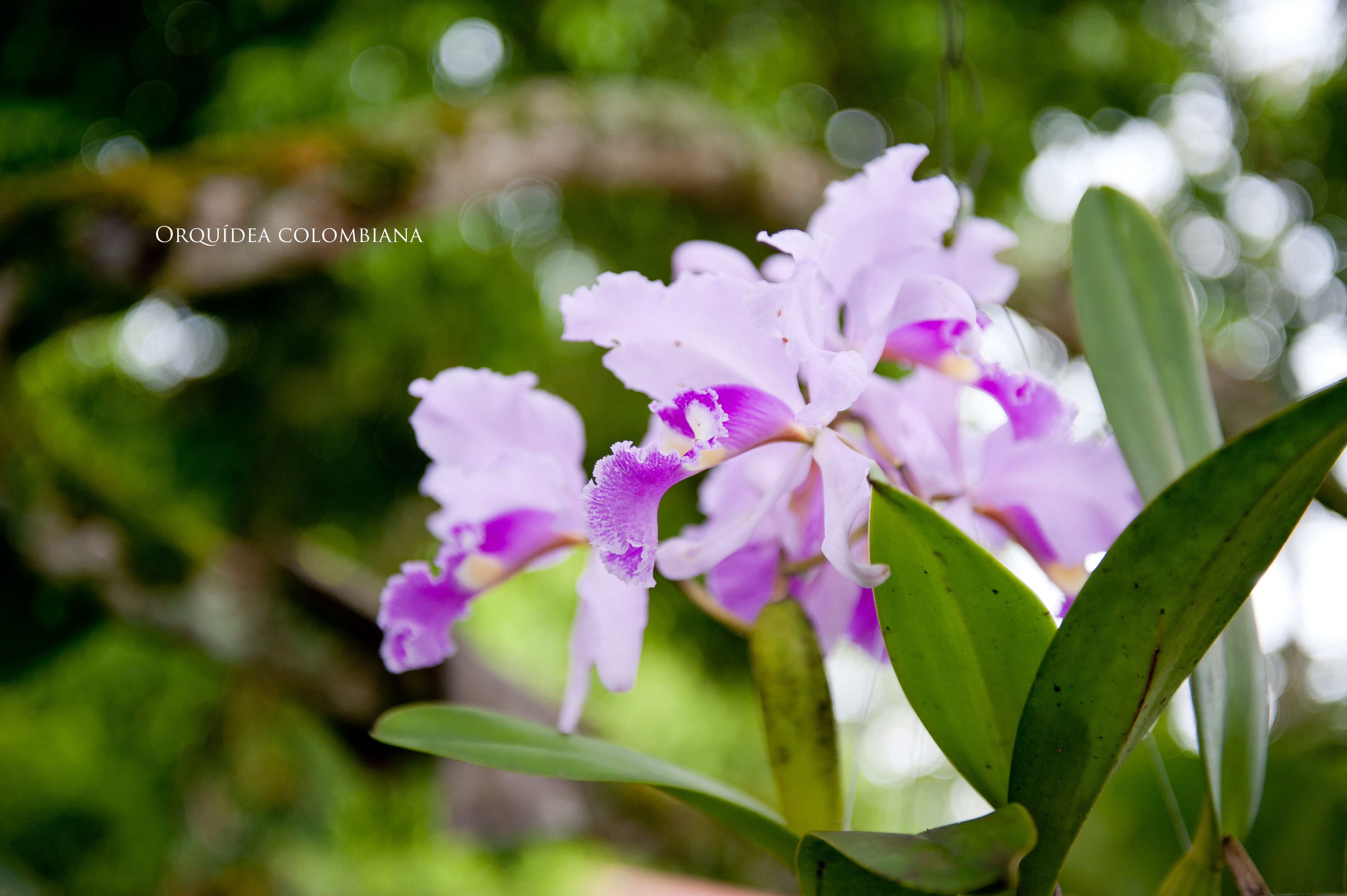
Cattleya trianae.

La orquídea de la variedad cattleya trianae es la flor nacional de Colombia. Lleva este nombre en honor del naturalista Colombiano José Jerónimo Triana.
Fue escogida como flor nacional según un concepto emitido por la Academia Colombiana de Historia en 1936, aun cuando no ha sido consagrada oficialmente por ley. 

### Árbol nacional
El Congreso de la República Colombiana adoptó a la palma de cera del Quindío como árbol nacional mediante la Ley 61 de 1985, sancionada el 16 de septiembre por el presidente Belisario Betancur.

### Ave nacional
En 1834, el cóndor andino fue reconocido como el ave nacional de la República de Colombia, por su gran poder y soberanía. El diseño del escudo de armas de Colombia posee al cóndor andino. El ave nacional de Colombia está en peligro de extinción, según los últimos censos sobre esta especie en el territorio colombiano.
Por otra parte, desde el 16 de junio de 2016 se seleccionó el águila arpía como símbolo institucional de la Fuerza Aérea Colombiana por representar valores intrínsecos a la institución. La FAC aporta en el trabajo de preservación de un ejemplar en cautiverio, de los cuatro existentes en Colombia.

## Símbolo cultural

### Sombrero vueltiao
El sombrero vueltiao es una prenda de vestir típica de las sabanas del Caribe colombiano de origen Zenú. El Congreso de Colombia lo elevó a la categoría de Símbolo Cultural de la Nación mediante la Ley 908 del 8 de septiembre de 2004.